# 比奥雷-奥尔汝拉
比奥雷-奥尔汝拉（法語：Bioley-Orjulaz）是瑞士联邦西部法语区的沃州下设的一个市镇。在行政上属于沃州格罗区管辖。比奥雷-奥尔汝拉的总面积为3.11平方公里。截至2007年，总人口为334。